# Manuel Figueroa Pedrosa
Manuel Figueroa Pedrosa fue un médico reumatólogo español que en 1977 creó el servicio hospitalario en la Residencia Sanitaria de San Sebastián (España) con una intensa actividad clínica y docente. Colaboró activamente en la creación de la Unidad Docente de Medicina en San Sebastián en 1978 y fue presidente de la Sociedad Española de Reumatología en 1994. Organizó en San Sebastián el congreso nacional de la especialidad.

## Biografía y trayectoria profesional
Nació en 1940 en Escairon, provincia de  Lugo (España).  Tras licenciarse en la facultad de medicina de la Universidad de Santiago de Compostela en 1963, se trasladó en 1964 a Venezuela, donde hasta 1969 trabajó como médico rural en varios poblados del Llano y los Andes venezolanos. Durante dos años y medio estuvo en Canaguá, un poblado en la selva de los Andes donde vivió la medicina rural.
Desde 1969 a 1971 se especializó en medicina interna en el Hospital Ruiz y Páez, de Ciudad Bolívar.
En 1971 se trasladó a París, donde tras  cuatro años  en el Centre de Rhumatology Viggo Petersen del Hôpital Lariboisière se especializó en reumatología.  Tuvo el privilegio de trabajar en clínica con personalidades tan destacadas como los Prof. de Seze, Lequesne y Kahn entre otros. Completó su formación con  estancias específicas en áreas complementarias de la especialidad como la inmunología,  anatomía patológica etc. 
Tras la presentación de su tesis, obtuvo el título de Médico Asistente Extranjero de los Hospitales de París, Faculté de Medicine Lariboisière-Saint Louis.
En 1977 regresó a España e inició su actividad en San Sebastián, donde creó el servicio de reumatología de la entonces  Residencia Sanitaria Nuestra Señora de Aránzazu  posteriormente denominado  Hospital Universitario Donostia.
En 1978 colaboró activamente  en la creación de la Unidad Docente de Medicina en San Sebastián de la que fue profesor y en 1994 fue elegido presidente de la Sociedad Española de Reumatología.
En 1996 publicó el libro La imagen, espejo de la enfermedad  y falleció en México el año 2007.